# Mur des sables

Étapes de construction du mur des Sables.

Le mur  des Sables, également appelé « mur marocain », « mur de défense » ou « mur de sécurité » au Maroc, est une barrière de séparation érigée au Sahara occidental par le Maroc à partir d'août 1980 et achevée en 1987. Il sert, officiellement, au Maroc, à se protéger d'attaques, cela allant de pair avec l'affirmation de sa souveraineté sur l'ancienne colonie du « Sahara espagnol », en opposition aux revendications d'indépendance portées par le Front Polisario. Ce mur est gardé par environ 100 000 soldats marocains.
Il est appelé « mur de la honte » par ses opposants.

## Histoire

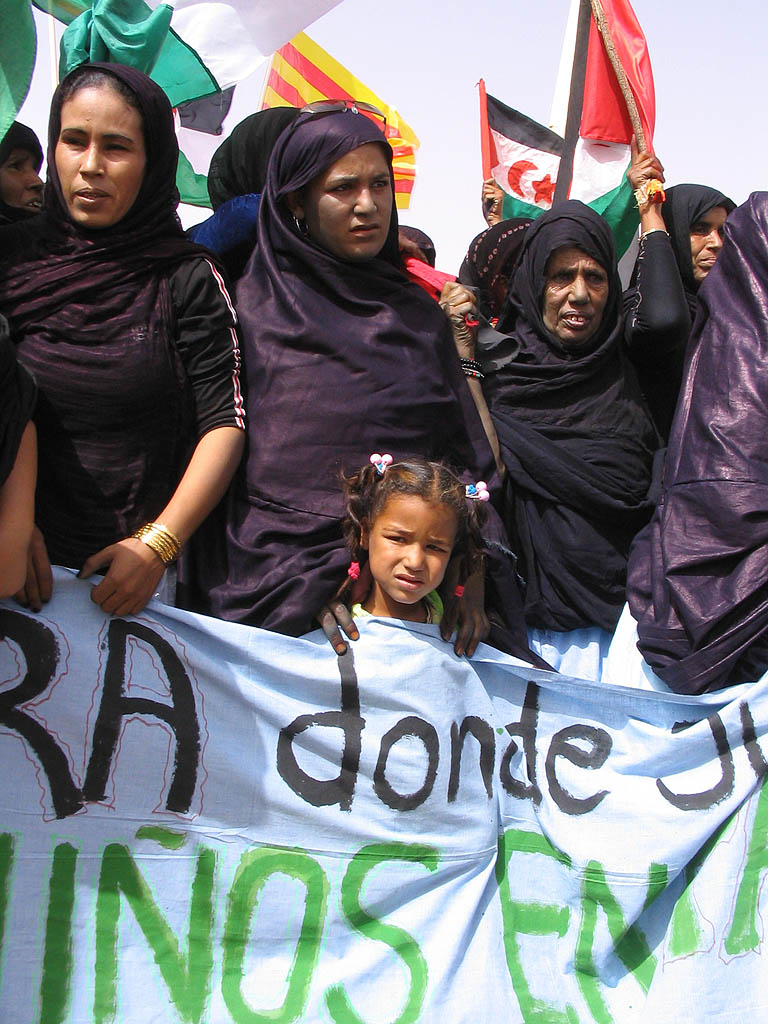
Marche internationale contre le mur des sables.

Le Maroc contrôle seul l'ancien Sahara espagnol depuis 1979 et le retrait de la Mauritanie. Ce contrôle est reconnu par une partie de la communauté internationale.
L'édification du mur (2 720 km) s'est faite en plusieurs étapes,,. Les travaux ont débuté en août 1980, quelques semaines après la seconde bataille de l'Ouarkziz  qui permet au Maroc de briser le siège de Zag, grande place forte marocaine. Parti de l'Ouarkziz, le premier mur long de 300 km atteint Smara en mars 1981, et est prolongé encore de 300 km pour englober Laâyoune et Boujdour à partir de juin 1982. Le deuxième mur part de Boukraa dès le 19 décembre 1983. Il contourne Amgala et s'achève à Krebichet (20 février 1984), dans le but de couper la route de l'Atlantique au Polisario et de verrouiller la frontière mauritanienne. Le troisième mur, construit entre le 19 avril et 10 mai 1984, isole Jdiriya et Haouza, qui était la capitale provisoire de la RASD. Le quatrième mur, achevé le 15 janvier 1985, englobe Mahbès et Farsia et verrouille la frontière algérienne. Entre le 15 mai et 20 août 1985 est construit le cinquième mur qui permet de protéger Guelta Zemmour et Oum Dreyga, mais qui pousse également les indépendantistes à  franchir  les frontières mauritaniennes pour pouvoir passer dans la partie sud du Sahara occidental puisqu'il restait en effet un étroit passage par lequel le Polisario pouvait transiter sans pénétrer en Mauritanie. Le sixième mur (16 février - 16 avril 1987) s'étend sur 550 km jusqu'à Guerguerat.
Depuis son achèvement en 1987, le Maroc considère que le mur remplit son rôle de défense puisque depuis sa construction, la présence du Front Polisario aurait fortement diminué de l'autre côté du mur. Depuis le cessez-le-feu de 1991, le Front affirme avoir sous son contrôle toute la région située à l'est du mur. Le mur a permis au Maroc de renforcer son contrôle sur plus des deux tiers du territoire du Sahara occidental.[réf. nécessaire]
La construction du mur des Sables a été le sujet d'un soutien coopératif de certains Alliés du Maroc, notamment avec l’aide de techniciens français, d’experts israéliens et du soutien financier de l’Arabie saoudite.

## Description du mur

### Géographie
Le mur n'est pas continu ; des obstacles naturels ont été utilisés pour sa construction. Au nord de Gueltat Zemmour, la barrière est constituée d'un chapelet de forts et postes d'artillerie distants les uns des autres.

### Systèmes de détection
Afin de contrer toute éventuelle attaque-surprise, l'armée marocaine s'est dotée de systèmes de surveillance comme des systèmes d'alarme reliés à des radars de type Rasura et AN/PPS-15.

### Armement
L'armée marocaine a mis en place des batteries d'artillerie et déployé des champs de mines antipersonnel. Les estimations vont de 200 000 à 10 millions, implantées tout au long du mur des Sables. L’ONU a comptabilisé trente-cinq types de mines antipersonnel et vingt-et-un types de mines antichars. Fabriquées dans douze pays différents dont l’Italie, l’Espagne, la Russie ou encore Israël, les mines sont en métal ou en plastique afin d’éviter leur détection.

## Galerie

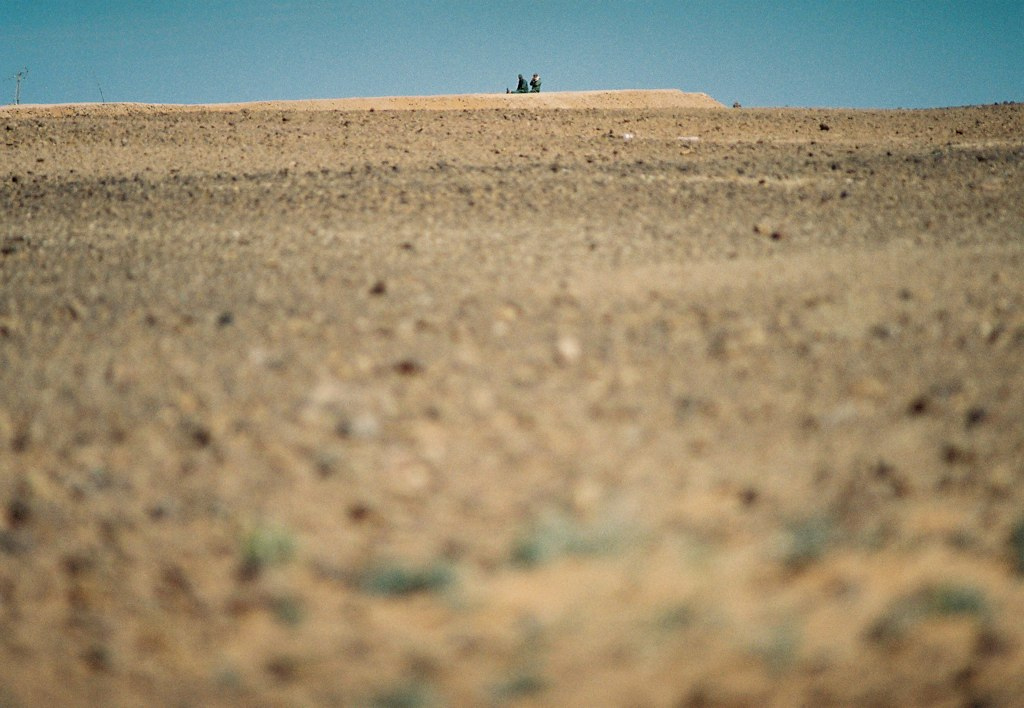
Mur à l'est d'Al Mahbes.
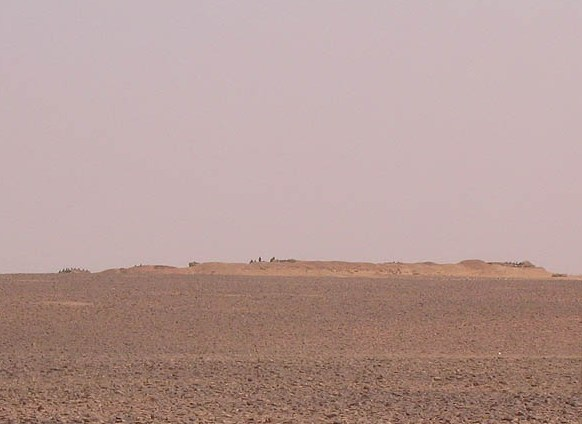
Mur au sud d'Al Mahbes.

### Sites externes
- La fiche MINURSO de l'ONU: https://peacekeeping.un.org/en/mission/minurso
- Le site dédié de la mission MINURSO de l'ONU: United Nations Mission for the Referendum in Western Sahara